# Leptataspis fuscipennis
Leptataspis fuscipennis är en insektsart som först beskrevs av Le Peletier de Saint-fargeau och Jean Guillaume Audinet Serville 1825.  Leptataspis fuscipennis ingår i släktet Leptataspis och familjen spottstritar. Inga underarter finns listade i Catalogue of Life.